# Musée de la monnaie de la Banque fédérale d'Allemagne
Pour les articles homonymes, voir Musée de la monnaie.
Le musée de la monnaie de la Banque fédérale d'Allemagne (Deutsche Bundesbank), situé dans le quartier Bockenheim de Francfort-sur-le-Main, est le seul musée de la monnaie en Allemagne. Son but est d'offrir au public une compréhension du système monétaire sous ses différents aspects.
Le musée ouvre en 1999 et reçoit environ 40 000 visiteurs par an avant d'être fermé pendant deux ans en 2014 pour modernisation.
Avec un investissement total de 19 millions d'euros, la surface d'exposition passe de 600 à 1 000 m² et la structure d'exposition est repensée. Le Musée de la Monnaie ré-ouvre fin 2016 ; l'entrée reste gratuite,.

## Collection

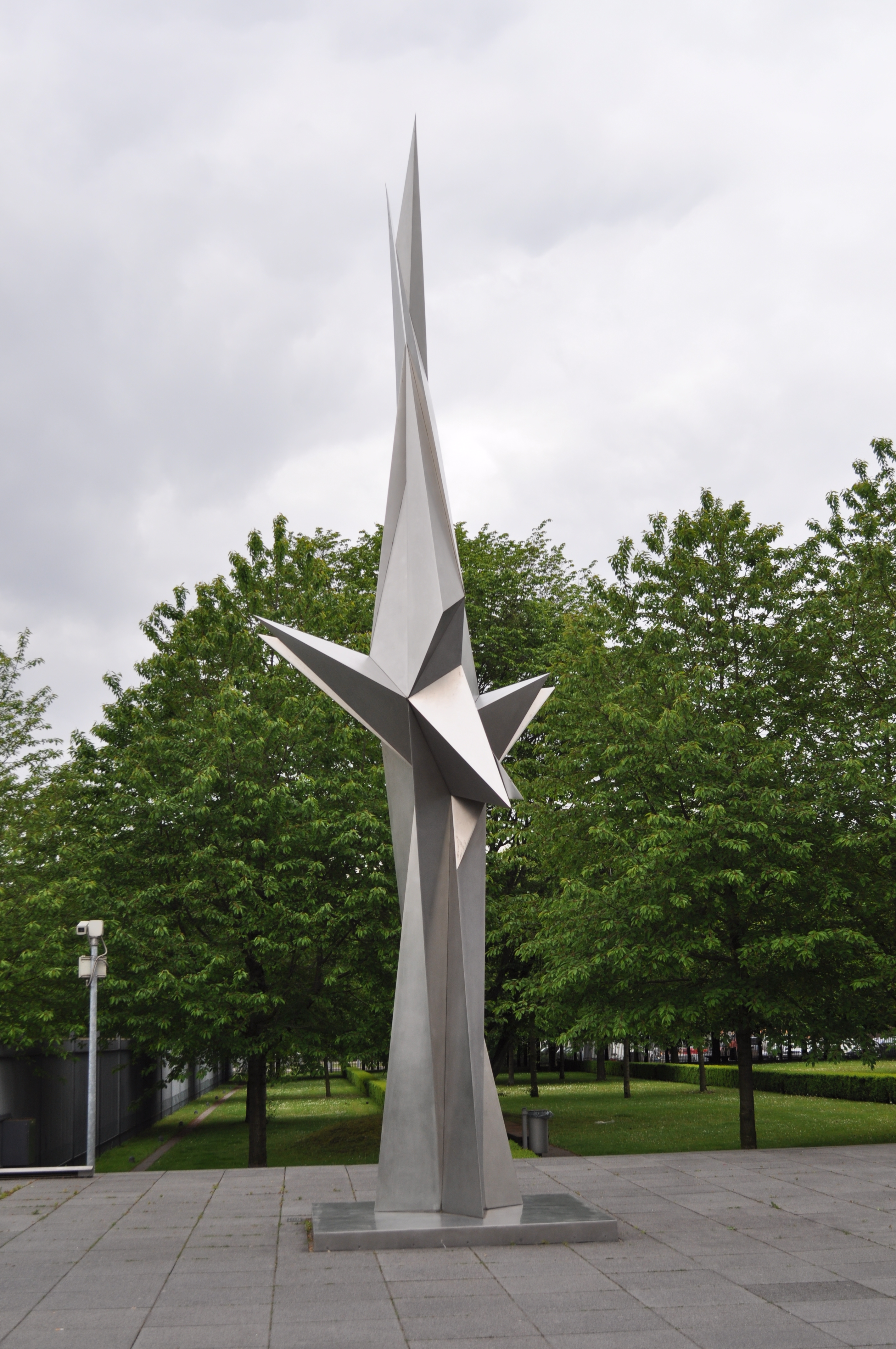
Sculpture d'Erich Hauser.

La collection de pièces de monnaie de la Bundesbank comprend environ 90 000 pièces du monde entier, de l'Antiquité à nos jours. En outre, sa collection de papier-monnaie est l'une des plus importantes d'Allemagne avec environ 255 000 objets. D'autres sont des objets qui ont servi de monnaie au cours de l'histoire - des coquillages cauris aux fèves de cacao en passant par d'énormes dalles de pierre.
Le Musée de la monnaie fournit des informations sur l'histoire et le fonctionnement de la monnaie, ainsi que  des comptes rendus détaillés de l'histoire monétaire moderne, comme la Grande Dépression du début des années 1930.
Le clou de l'exposition est un aureus commémorant l'assassinat de Jules César. Seuls deux exemplaires de cette pièce sont connus dans le monde, l'autre se trouve dans une collection privée inconnue. La valeur de la pièce est estimée à environ 340 000 euros et est donc presque aussi élevée qu'un lingot d'or de 12,5 kg également exposé.

## Histoire de la collection
La Reichsbank avait déjà collecté d'importants stocks de pièces d'or et d'argent ainsi que de papier-monnaie. En 1935, ces collections sont présentées au public à Berlin sous le nom de Reichsbank Museum.
Les avoirs de la Reichsbank, dans la mesure où ils ont survécu aux troubles de la guerre, sont confisqués par les Alliés. En 1954, ils sont restitués à la Bank Deutscher Länder, l'ancêtre de la Banque fédérale d'Allemagne.
La collection de pièces de monnaie est systématiquement complétée et exposée dans les salles de la Bundesbank.
En juin 2021, la maison a inauguré la nouvelle exposition Geldmacher: Wer bestimmt, was Geld ist? (Faiseurs de monnaie : qui décide de ce qu'est l'argent ? 

## Bâtiment
La bibliothèque centrale de la Deutsche Bundesbank est située dans le même bâtiment, sur le même terrain que le siège de la Deutsche Bundesbank. Une grande sculpture d'Erich Hauser est installée devant.